# HMS A12
HMS A12 – brytyjski okręt podwodny typu A. Zbudowany w latach 1903–1905 w Vickers w Barrow-in-Furness. Okręt został wodowany 8 marca 1905 roku i rozpoczął służbę w Royal Navy 23 września 1905 roku.
W 1914 roku razem z HMS A10 i HMS A11, A12 stacjonował w Ardrossan przydzielony do Dziewiątej Flotylli Okrętów Podwodnych (9th Submarine Flotilla) pod dowództwem  Lt. Davida M. Fella.
Okręt został sprzedany w maju 1920 i zezłomowany w J.H. Lee Bembridge, Wight.